# Mechanitis polymnia
Mechanitis polymnia är en fjärilsart som beskrevs av Carl von Linné 1758. Mechanitis polymnia ingår i släktet Mechanitis och familjen praktfjärilar. Inga underarter finns listade i Catalogue of Life.

## Bildgalleri

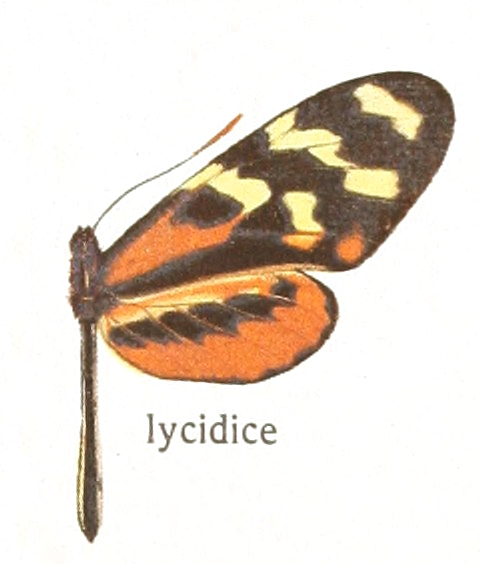
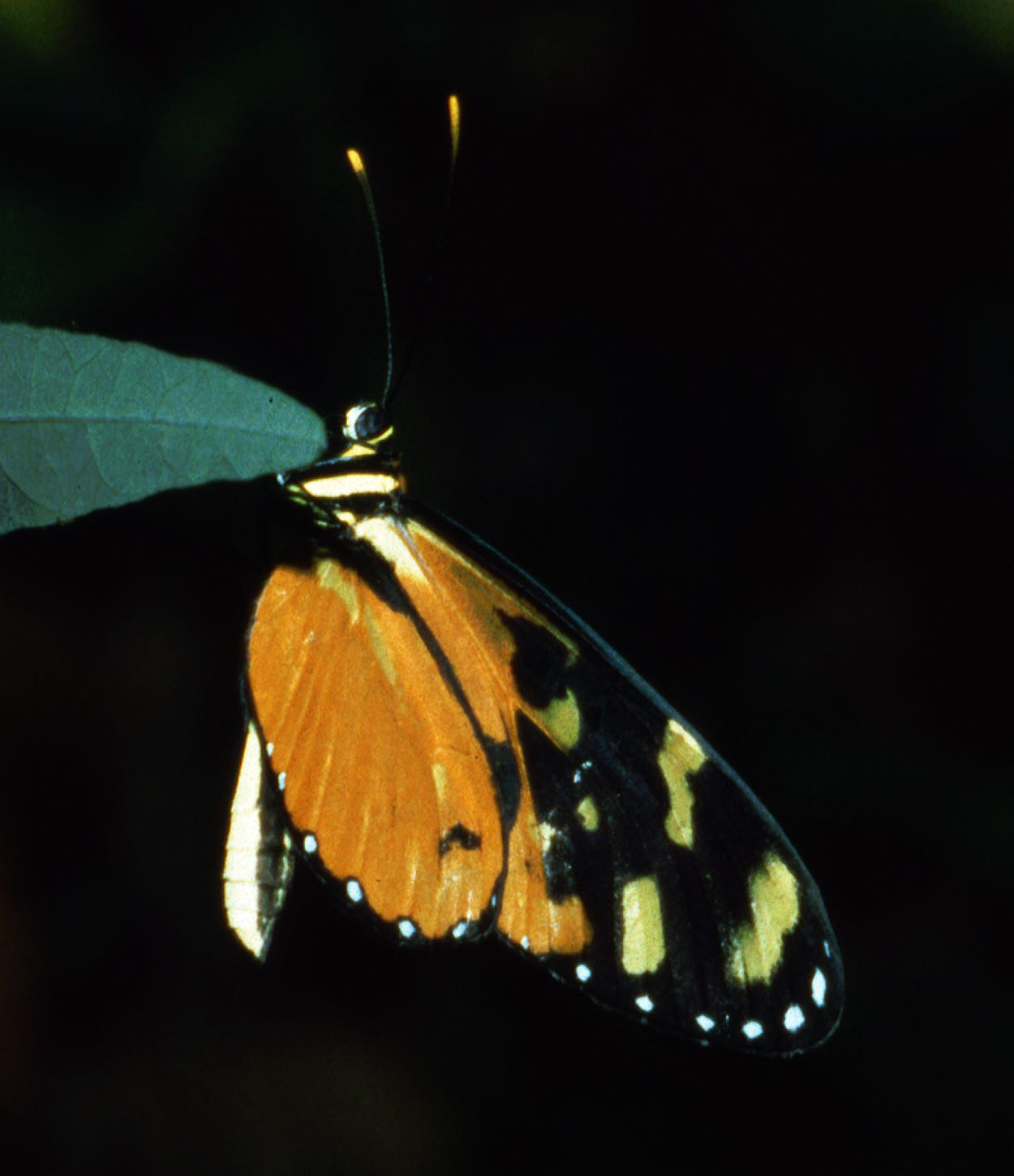
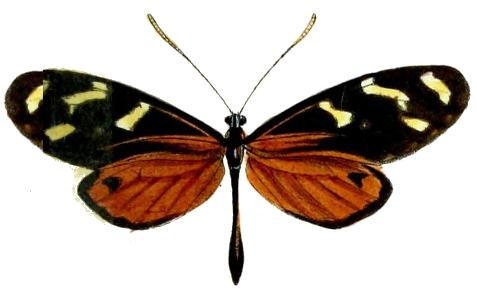